# Tumenggungan (Lamongan)
Tumenggungan is een bestuurslaag in het regentschap Lamongan van de provincie Oost-Java, Indonesië. Tumenggungan telt 5161 inwoners (volkstelling 2010).